# 花の大障碍
『花の大障碍』（はなのだいしょうがい）は、1959年7月19日に公開された日本映画。大映東京製作、大映（現：角川書店映画事業部）配給。

## 概要
1955年に公開された『幻の馬』に引き続き、競馬の障碍競走を題材にした作品。『幻の馬』並びに本作と同じ1959年公開の『いつか来た道』の主要スタッフが集結しており、1950年代の東京競馬場や中山競馬場の様子は貴重な映像資料としての側面を有している。
2015年現在、DVDなどの映像ソフトは発売されていない。

## ストーリー
競走馬としてデビューした後、気性が荒く後半の伸びに難がありなかなか勝てないハヤテは日本ダービーの出場権を逃してしまう。東北の牧場でハヤテを手塩にかけて育てて来た府中競馬場の厩務員・村上平造は成績不振に業を煮やす馬主の小西に「ハヤテはいつか必ず大成する」と説得して売却を思い留まらせる。次のレースでは新進気鋭の騎手・水木信吾がハヤテに騎乗し、第3コーナーでトップに躍り出たまでは良かったが第4コーナーでまた失速してハナホマレに追い抜かれ、勝利を逃してしまった。この結果に、堪忍袋の緒が切れた小西はハヤテの売却を決断するが平造はハヤテを人手に渡してなるものかと家族に何も言わず夜中にハヤテを連れ出し、府中本町駅から貨物列車に乗り込んでハヤテが生まれた東北の牧場を目指す逃避行へ旅立った。
平造が心配になった娘の勝代が息子（平造の孫）の一馬を連れて故郷の東北へ父を訪ねた際、3人はハヤテが柵を軽々と飛び越える光景を目撃する。平造は「もしかするとハヤテは、障碍馬として大成するかも知れない」とひらめき、ハヤテを連れて東京に戻り馬主の小西から承諾を取り付けてハヤテを障碍馬に転向させる。しかしハヤテには水を怖がる習性があり、来るべき障碍競走の最高峰・中山大障碍に向けてハヤテと信吾は水を克服する猛特訓に打ち込むのであった。

## スタッフ
- 監督：島耕二
- 製作：永田雅一
- 脚本：長谷川公之、島耕二
- 撮影：小原譲治
- 美術：仲美喜雄
- 音楽：大森盛太郎（主題歌：キングレコード）
- 録音：長谷川光雄
- 照明：久保田行一
- 後援：日本中央競馬会、東京競馬場、中山競馬場
- 製作会社：大映東京
- 配給：大映

## キャスト
- 村上平造：志村喬
- 村上花枝：若尾文子
- 水木信吾：川口浩
- 杉田剛：北原義郎
- 杉田勝代：矢島ひろ子
- 杉田一馬：橋本茂
- たつ：轟夕起子
- 小西：見明凡太朗
- 吉川：遊佐晃彦
- 扇谷[1]：大山健二[2]
- 松井[1]：花布辰男[2]
- 丹羽[1]：酒井三郎[2]